# Parmentiera
Parmentiera (Parmentiera) je rod rostlin z čeledi trubačovité (Bignoniaceae). Jsou to stromy s dlanitě složenými nebo i jednoduchými listy a bledými zvonkovitými květy, které často vyrůstají přímo z kmene a jsou opylovány netopýry. Plody jsou nápadné, válcovité a dužnaté. Rod zahrnuje 10 druhů a je rozšířen v tropické Americe. Druh Parmentiera cereifera je pěstován jako kuriozita v tropech celého světa.

## Popis
Parmentiery jsou malé až mohutné vysoké stromy. Na větévkách jsou obvykle malé trny. Listy jsou vstřícné nebo na mladých větévkách i střídavé, často nahloučené ve svazečcích v paždí ostnů, dlanitě složené ze 3 nebo 5 lístků nebo jednolisté. Řapíky jsou obvykle úzce křídlaté. Květy jsou drobné až velké, jednotlivé nebo ve svazečcích. Květy vyrůstají z kmene a starších větví (kauliflorie) nebo řidčeji na vrcholech zkrácených větévek. Kalich je toulcovitý, v průběhu vývoje na břišní straně až téměř k bázi puká a po rozkvětu brzy opadává. Koruna je bílá nebo zelenavá, široce zvonkovitá až nálevkovitá, lehce prohnutá, s lehce dvoupyským lemem. Tyčinky poněkud vyčnívají z květu. Semeník je podlouhlý, se 2 komůrkami. Plody jsou válcovité, nepukavé, dužnaté. Obsahují mnoho drobných semen. Semena jsou téměř bezkřídlá.

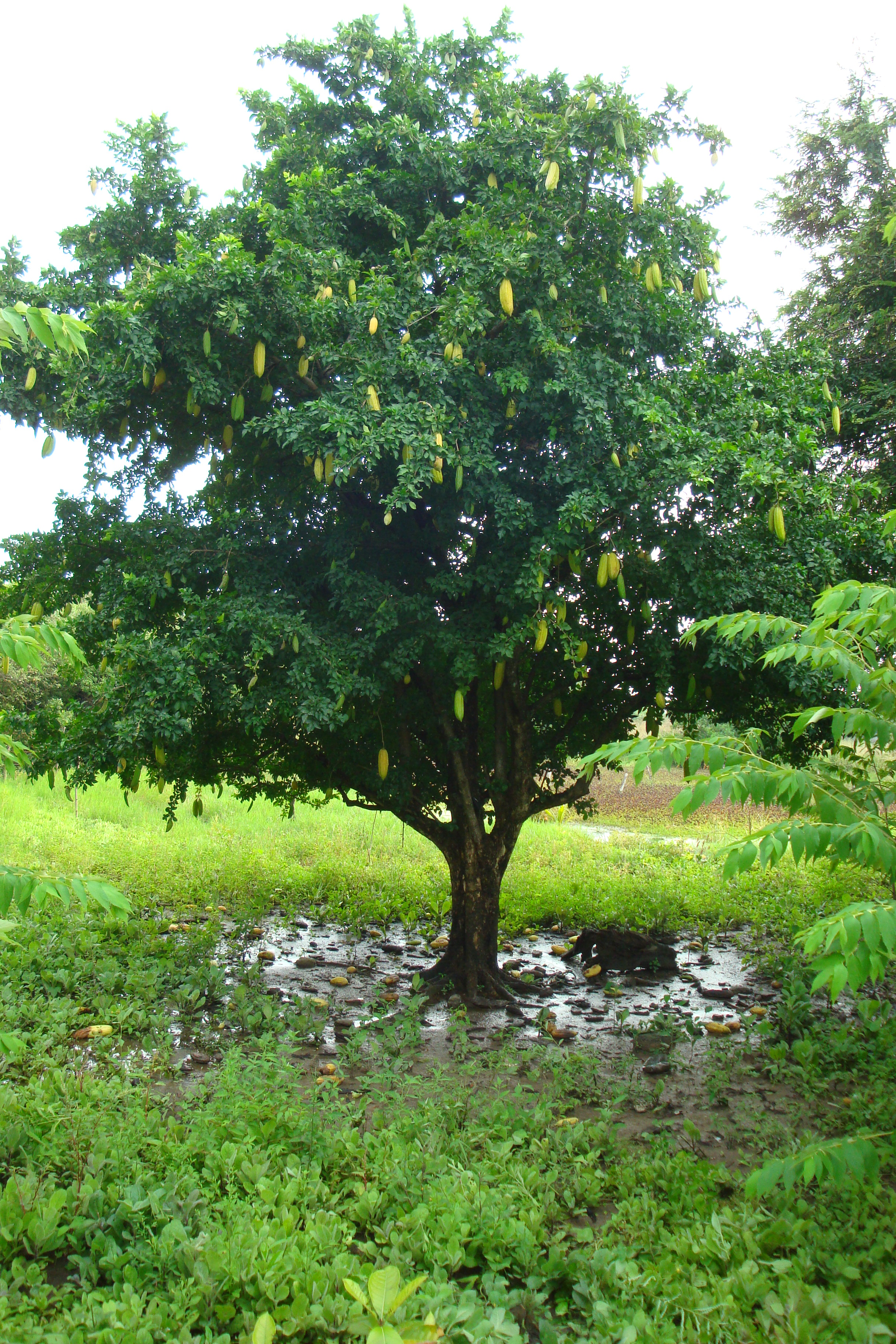
Parmentiera aculeata
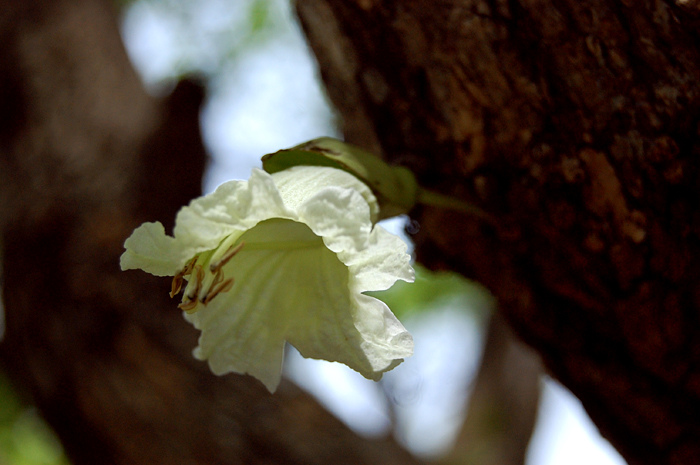
Květ Parmentiera cereifera
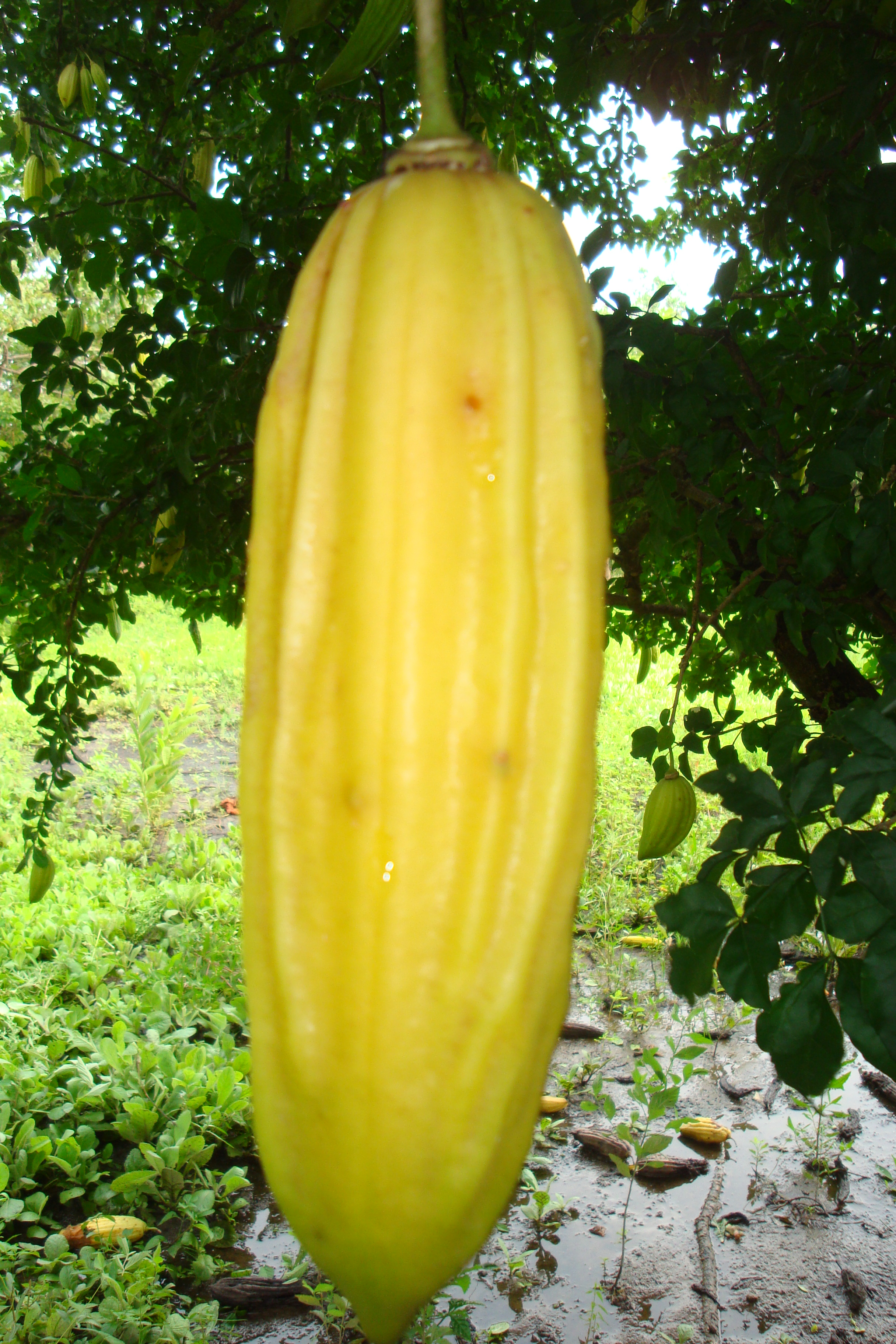
Plod Parmentiera aculeata

## Rozšíření
Rod parmentiera zahrnuje 10 druhů. Je rozšířen v tropické Americe od jižního Mexika po severozápadní Kolumbii.

## Ekologické interakce
Bledé květy parmentier voní po pižmu, otevírají se na noc a jsou opylovány netopýry. Po ránu květy brzy opadávají. Drobná semena jsou šířena savci vyhledávajícími dužninu plodů.

## Taxonomie
Rod Parmentiera je v rámci čeledi trubačovité řazen do tribu Crescentieae. Mezi příbuzné rody patří kujeta (Crescentia), Amphitecna a Handroanthus.

## Význam
Tepelně upravené plody Parmentiera aculeata jsou poživatelné a voní po ananasu, dužnina je však dosti vláknitá. Ve Střední Americe jsou místy využívány jako potravina, zejména v suchých oblastech. Slouží rovněž jako krmivo pro dobytek. Druh P. cereifera má zajímavé, až 120 cm dlouhé plody připomínající svíce. Je pěstován jako kuriozita v tropech celého světa.